# Koinfekcija gripom i koronavirusom
Koinfekcija gripom i koronavirusom je istovremeno razboljevanje sa dva tipa virusa, a ne novim virusom, ili varijantom virusa SARS-CoV-2 ili kovida 19, koja se javlja kada pojedinac u kratkom periodu oboli od dvostruke infekcije (koinfekcije) od virusa kovid 19 i influence (ili gripa).
Svetska zdravstvena organizacija je u septembru 2021. godine, potvrdila da je koinfekcija kovidom 19 (bilo koja varijanta) i virusom gripa zaista moguća i da je najbolji način da se izbegne takvo stanje vakcinacija: vakcinom protiv kovida 19 i sezonskom vakcinom protiv gripa.

## Opšte informacije
Kovid 19 i grip (influenca) su zarazne respiratorne bolesti koje dele neke slične simptome. Međutim, oni su uzrokovani različitim virusima između kojih postoje neke razlike u tome ko je najosjetljiviji na tešku bolest. Prema mišljenu medicinske struke zbog istovremenog prisustva dva virusa u organizmu može doži do imunosupresije.
Kako postoje razlike i u načinu lečenja bolesti, važno je znati razliku između kovida 19 i gripa kako bi se stanovništvo bolje zaštitio. 

## Etiologija
Različiti virusi izazivaju grip i kovid 19.
Sve vrste gripa – od kojih je najčešća grip A – uzrokovane su virusom gripa. Postoje stotine sojeva koji često mutiraju. Na primer, influenca A dolazi u dva podtipa i mnogo sojeva; pa je tako H1N1 soj taj koji je izazvao svinjski grip 2009. godine. Osim toga, postoji i grip B, C i D.
Kovid 19  - izaziva virus koji se zove SARS-KoV-2.  To je deo veće porodice koronavirusa. Manje infetivni oblici koronavirusi mogu izazvati običnu prehladu (iako je verovatnije da će prehlade biti uzrokovane rinovirusima). Zarazniji sojevi pord kovida 19. mogu izazvati bliskoistočni akutni respiratorni sindrom (MERS) i teški akutni respiratorni sindrom (SARS).

## Epidemiologija
Prve informacije o istovremenoj pojavi drugih patogena uz SARS-KoV-2 virus datiraju još s početka pandemije 2020. godine, kad su Zhu i saradnici opisali prisustvo jednog (ili nekoliko) od ukupno čak 39 različitih patogena (bakterija i virusa) u čak 242 (94,2%) od 257 osoba s potvrđenim kovidom 19.
Nedavna meta-analiza 26 studija objavljenih na ovu temu pokazala je da je združena prevalencija (rasprostranjenost) koinfekcije SARS-KoV-2 i gripa iznosila 0,8%.
Iako se povećanje učestalosti istovremene zaraze virusom gripe i SARS-KoV-2 očekivalo još od početka pandemije kovida 19 pandemije, zimske sezone 2000/2021. (vreme kada "tradicionalno vlada gripa") rigorozne mere zaštite i socijalna distanca doprinele su tome da gotovo nigde u svetu nije zabiležen značajniji broj zaraze virusom gripe pa samim time ni koinfekcija sa SARS-KoV-2 virusom.
Kako su sa pojavom vakcine protiv SARS-KoV-2 mere zaštite i socijalnog distanciranja postepno oslabile, sve je veći broj zabieženih slučajeva koinvekcije gripom i koronavirusom.
U Izraelu registrovan prvi slučaj dvostruke infekcije koronom 19 i gripom, kod trudnice koja je došla na porođaj. Prema pisanju izraelskog lista Yedioth Ahronoth, mlada žena nije vakcinisana protiv gripa i kovida 19.
Do pojave koinfekcije dolazi usred sve većeg porasta slučajeva omikron i delta soja SARS Kov2, sezonskog karaktera virusa grupa u zimskim mesecima.  
Pojava gripa i koronavirusa kod istog pacijenta koja zahteva epidemiološko istraživanje, a prema izraelskim lekarima, posledica su masovnije pojave slučajevi gripa koji su zabeležili krajem decembra 2021. i početkom januara 2022.  godine.
U Hrvatskoj je 3. januara 2021. zabiežen prvi slučaj istovremene zaraze koronavirusom i gripom, kod jedne bolesnice, koja se poklapa sa rastom broj zaraženih koronavirusom, slično kao i u drugim evropskim zemljama.

## Način prenošenja
Virusi koji izazivaju kovid19 i grip šire se na slične načine između ljudi koji su u bliskom kontaktu (unutar šest stopa ili dva metra). Virusi se šire respiratornim kapljicama ili aerosolima koji se oslobađaju razgovorom, kijanjem ili kašljanjem. Ove kapljice mogu pasti u usta ili nos nekoga u blizini ili se udahnuti. Ovi virusi se takođe mogu širiti ako osoba dodirne površinu sa jednim od virusa na njoj, a zatim dodirne svoja usta, nos ili oči.
Ljudi se takođe mogu zaraziti istovremeno kovidom 19 i gripom ako prvo dodiruju kontaminirane površine jednim i drugim virusom, a zatim dodiruju oči, nos ili usta bez prethodnog prawa ruku.

### Faktori rizika
Neke od istih grupa imaju veći rizik od teške bolesti kad istovremeno oboele od kovid19 i gripa. Iako sve starosne grupe mogu biti zaražene i virusom kovid 19 i virusom gripa,  u većem riziku od teške bolesti i smrti od kovid 19 i gripa su:
- starije osobe;
- osobe bilo kog uzrasta sa hroničnim zdravstvenim stanjima (kao što su hronična srčana, plućna, bubrežna, metabolička, neurološka, jetrena ili hematološka oboljenja);
- osobe sa imunosupresivnim stanjima (kao što je HIV/AIDS, pacijenti koji primaju hemoterapiju ili steroide, ili malignitet)
- zdravstveni radnici
- trudnice i one koje su se nedavno porodile

## Klinička slika
Moguće je da u kliničkoj akici jedan od njih nadjača drugi svojim dejstvom, pa bi tako i tok bolesti bio različit, ali u načelu oba virusa imaju slične simptome, uključujući:
- visokа temperatura

- konstantan bol ili stezanje u grudima,
- kratak dah
- gubitak apetita.
- stanja konfuzije i
- anksioznosti.
- promena ili gubitak ukusa ili mirisa, iako je to češće kod kovida 19.

Oboleli mogu imati različiti težinu klinčke slike bolesti i od kovida 19 i od gripa. Kod nekih pacijenata mogu izostati simptomi, kod drugih su simptomi blagi a kod trećih jako teški, tako da i grip i kovid 19 mogu biti fatalni.
Kako i kovid-19 i grip istovremeno utiču na respiratorni sistem, postoje i neke razlike između načina na koji grip i kovid 19 utiču na zdravlje i kako se manifestuju.

## Komplikacije
Koinfekcija kovidom 19 i gripom može dovesti do ozbiljnih komplikacija, kao što su:
- Upala pluća

- Akutni respiratorni distres sindrom

- Otkazivanje organa

- Srčani udar

- Upala srca ili mozga

- Moždani udar

- Smrt

## Dijagnoza
Dok se simptomi gripa mogu pojaviti između tri do četiri dana, potrebno je dva do 14 dana da se pojave simptomi koronavirusa. Kako simptomi obe bolesti uključuju kašalj i prehladu, groznicu, curenje iz nosa, jedina razlika se vidi kada se uzorak pošalje na testiranje.
Kod svake bolesti, pa i kod gripa i korone, zlatni standard dijagnostike su laboratorijske analize. Na osnovu ovih analiza se utvrđuje da li pacijent boluje od gripa ili od korone, ili je jedan pacijent u isto vreme zaražen kovidom 19 i gripom.
PCR test služi za testiramo RNK (ili ribonukleinsku kiselinu koja je neophodna za bilo koji oblik života) virusa. Za oba virusa se rade različiti PCR testov, jer se genotipovi oba virusa različiti, takoda se vrsta infekcije može se ustanoviti samo različitim laboratorijskim testovima.

## Zaštita
Iste zaštitne mere su efikasne protiv kovida 19 i gripa. Da bi se neka osoba istovremeno zaštitila od kovida19 i gripa, neophodno je da kontinuirano sprovodi ove mere javnog zdravlja i socijalne zaštite:
- Držiti rastojanje od najmanje jedan metar udaljenosti od drugih i nosite dobro postavljenu masku

- Izbegavajte pretrpana i slabo provetrena mesta i postavke;

- Otvorite prozore ili vrata da bi prostorije bile dobro provetrene;

- Kašljajte ili kijajte u savijeni lakat ili maramicu i bacite maramicu u zatvorenu kantu za otpatke;

- Često prati ruke

- Izbegavajte dodirivanje očiju, nosa i usta;

- Ostanite kod kuće ako se ne osećate dobro;

- Obratite se svom lekaru ako imate bilo koji od sledećih teških simptoma kovida19, uključujući: gubitak daha, gubitak apetita, konfuziju, stalni bol ili pritisak u grudima, visoka temperatura (iznad 38 °C)

### Vakcinacija
Za obe bolesti postoji vakcina. Pri tome treba imati u vidu da vakcine razvijene protiv kovida 19 ne štite od gripa, a shodno tome, vakcina protiv gripa ne štiti od kovida19. 
Vakcinacija je važan deo prevencije teških bolesti i smrti od kovida 19 i gripa. U tom smislu:
- Pridržavajte se saveta lokalnih vlasti o dobijanju vakcina protiv gripa i kovida19.

- SZO preporučuje vakcinu protiv gripa za starije osobe, malu decu, trudnice, ljude sa osnovnim zdravstvenim stanjima i zdravstvene radnike.

- Vakcine protiv kovida 19 su bezbedne za većinu ljudi starijih od 18 godina, uključujući i one sa već postojećim stanjima bilo koje vrste, uključujući autoimune poremećaje. Ova stanja uključuju: hipertenziju, dijabetes, astmu, bolesti pluća, jetre i bubrega, kao i hronične infekcije koje su stabilne i kontrolisane.
- Ako su zalihe vakcine ograničene u vašem području, razgovarajte o svojoj situaciji sa svojim zdravstvenim radnikom.

Dokazano je da vakcine protiv kovida19 štite od teških bolesti i smrti uzrokovanih bolešću kovida19. Milioni ljudi širom sveta bezbedno su primili vakcine protiv kovida19, a vakcine su ispunile rigorozne standarde za bezbednost, efikasnost i kvalitet. Vakcinacija takođe može zaštititi ljude oko vas. Ako ste zaštićeni od dobijanja kovida19, manja je verovatnoća da ćete zaraziti nekog drugog. Vakcine protiv kovida19 ne štite od gripa.
SZO preporučuje vakcinaciju svake godine kako bi se sprečili teški oblici bolesti izazvane gripom u grupama visokog rizika: trudnice, osobe sa osnovnim zdravstvenim stanjima, starije odrasle osobe, zdravstveni radnici i mala deca.

## Terapija
Prema SZO, blagi simptomi dvostruke infekcije (koinfekcije) izazvane kovidom 19 i gripom mogu se lečiti kod svoje kuće (naravno uz izolaciju od ostalih ukućana) i bez potrebe za hospitalizacijom.
U teškim slučajevima, simptomi florone mogu takođe uključivati upalu pluća, miokarditis ili zapaljenje srčanih mišića, i moraju se lečiti na odeljenju intenzivne nege.
Opcije lečenja koje se koriste za kovid 19 u medicinskim ustanovama uključuju kiseonik, kortikosteroide i blokatore receptora IL6 za teško bolesne pacijente.
Lečenje bolesnika sa teškim respiratornim bolestima uključuje naprednu respiratornu podršku kao što je upotreba mehaničke ventilatacije.
Nekoliko drugih opcija lečenja za kovid 19 je trenutno u kliničkim ispitivanjima.
Antivirusni lekovi za grip mogu da smanje teške komplikacije i smrt, a posebno su važni za grupe visokog rizika. 
Važno je zapamtiti da antibiotici nisu efikasni protiv virusa gripa ili kovida 19.

## Literatura
- Kim D, Quinn J, Pinsky B, Shah NH, Brown I (2020). „Rates of co-infection between SARS-CoV-2 and other respiratory pathogens”. JAMA. 323 (20): 2085—6..
- Cuadrado-Payán E, Montagud-Marrahi E, Torres-Elorza M, Bodro M, Blasco M, Poch E. „SARS-CoV-2 and influenza virus co-infection.”. Lancet. 395 (10236): e84. 2020.
- Hashemi, Seyed Ahmad; Safamanesh, Saghar; Ghafouri, Majid; Taghavi, Mohamad Reza; Mohajer Zadeh Heydari, Mina Sadat; Namdar Ahmadabad, Hasan; Ghasemzadeh-Moghaddam, Hamed; Azimian, Amir (2020). „Co-infection with COVID-19 and influenza A virus in two died patients with acute respiratory syndrome, Bojnurd, Iran”. Journal of Medical Virology. 92 (11): 2319—2321. PMC 7272908 . PMID 32410338. doi:10.1002/jmv.26014.
- Antony, S. J.; Almaghlouth, N. K.; Heydemann, E. L. (2020). „Are coinfections with COVID-19 and influenza low or underreported? An observational study examining current published literature including three new unpublished cases.”. J Med Virol. 92 (11): 2489—97.
- Brehm, T. T.; van der Meirschen M, Hennigs A, Roedl K, Jarczak D, Wichmann D;  . (2021). „Comparison of clinical characteristics and disease outcome of COVID-19 and seasonal influenza”. Sci Rep. 11 (1): 5803..

## Spoljašnje veze
- Q&As on COVID-19 and related health topics. Coronavirus disease (COVID-19): Similarities and differences between COVID-19 and Influenza Svetska zdravstvena organizacija 30. 9. 2021. (језик: енглески)
- Coronavirus (COVID-19) and the Flu: Similarities and Differences Архивирано на веб-сајту  (5. јануар 2022)-  www.verywellhealth.com 8. 6. 2020. (језик: енглески)
- Egypt reacts to emergence of Florona virus in Israel -  egyptindependent.com, јануар 2022. (језик: енглески)

|  | Molimo Vas, obratite pažnju na važno upozorenje u vezi sa temama iz oblasti medicine (zdravlja). |